# Фелле, Эрнст
Эрнст Фелле (нем. Ernst Felle; 26 апреля 1876, Биберах-ан-дер-Рис, Тюбинген — 23 апреля 1959, Гейдельберг) — немецкий гребец, бронзовый призёр летних Олимпийских игр 1900.
На Играх Фелле входил в состав первой немецкой команды четвёрок. Они сначала выиграли полуфинал, а потом заняли третье место в одном из финалов.